# Sunita Williams
Sunita Lyn Williams (Euclid, 19 de setembro de 1965) é uma astronauta norte-americana, veterana de três voos espaciais em naves americanas e russas e seis expedições à Estação Espacial Internacional, com mais de 600 dias de permanência em órbita terrestre.

## Biografia
De ascendência indiana, Sunita formou-se em engenharia no Instituto de Tecnologia da Flórida e educação física na Academia Naval dos Estados Unidos. Selecionada para os quadros da NASA em junho de 1998, participou de diversos treinamentos preparatórios para o grupo de astronautas, como curso intensivo de sistemas do ônibus espacial e da Estação Espacial Internacional, numerosas palestras e apontamentos científicos e tecnológicos, treino psicológico e curso teórico e prático de pilotagem de jatos T-38 e aprendizado de técnicas de sobrevivência em selva e mergulho submarino em profundidade.
Após o período de treinamento e avaliação, ela trabalhou em Moscou junto à Agência Espacial Russa, num trabalho conjunto visando à contribuição russa na ISS e como apoio técnico da primeira tripulação - Expedição 1 - a permanecer por longo período na estação. Ao fim da Expedição 1, Williams retornou aos Estados Unidos onde se especializou na operação do braço robótico do ônibus espacial.

## Missões espaciais
Em dezembro de 2006 subiu ao espaço a bordo da STS-116 Discovery para integrar a tripulação da Expedição 14, onde ficou por seis meses em órbita terrestre, retornando em 22 de junho de 2007 com a tripulação da STS-117 Atlantis, sendo substituída pelo astronauta Clayton Anderson, que iniciou a Expedição 15.
Com o término desta missão, Sunita tornou-se a mulher com mais tempo de exposição ao espaço em caminhadas espaciais, num total de mais de 22 horas. Em setembro de 2007, como descendente de indianos, ela visitou a Índia onde conheceu a vila de seus ancestrais e foi recebida pela presidente Pratibha Patil.
Em 15 de Julho de 2012 iniciou sua segunda missão espacial, lançada do Cosmódromo de Baikonur na Soyuz TMA-05M para a segunda longa permanência em órbita, como integrante das Expedições 32 e 33 à ISS, onde passou seis meses, retornando à Terra em 19 de novembro de 2012.

### Incidente com a Boeing Starliner e retorno à Terra
Em 2024, Sunita Williams retornou à ISS na Boeing Crew Flight Test, a primeira missão tripulada do Boeing Starliner; A missão deveria ser um teste de voo tripulado de oito dias, mas devido a problemas técnicos como vazamentos de hélio e mau funcionamento do sistema de propulsão, seu retorno à Terra foi adiado até 18 de março de 2025. Sunita Williams e Butch Wilmore ficaram "presos" na ISS por aproximadamente nove meses, prolongando assim a missão deles. Ela retornou à Terra com os outros membros da tripulação da Crew-9 após uma missão de nove meses a bordo da Estação Espacial Internacional, pousando com segurança na costa de Tallahassee, Flórida, no Golfo do México em 18 de março de 2025.